# Obsjtina Beloslav
Obsjtina Beloslav (bulgariska: Община Белослав) är en kommun i Bulgarien.   Den ligger i regionen Oblast Varna, i den östra delen av landet, 400 km öster om huvudstaden Sofia. Antalet invånare är 7 878. Arean är 38 kvadratkilometer.
Terrängen i Obsjtina Beloslav är platt åt nordost, men åt sydväst är den kuperad.
Obsjtina Beloslav delas in i:
- Ezerovo
- Razdelna
- Strasjimirovo

Följande samhällen finns i Obsjtina Beloslav:
- Beloslav

Trakten runt Obsjtina Beloslav består till största delen av jordbruksmark. Runt Obsjtina Beloslav är det ganska glesbefolkat, med 38 invånare per kvadratkilometer.